# 水田乡 (蒙自市)
水田乡，是中华人民共和国云南省红河哈尼族彝族自治州蒙自市下辖的一个乡镇级行政单位。

## 行政区划
水田乡下辖以下地区：
水田村、鲁嘎村、斜坡村和嘎马底村。